# سنا إسكندراني
سنامكي أو سنا حجازي أو سنا أكيوتيفوليا، السيناميكي، السنا الاسكندراني، السنامكي، السنا، السنامكا، العشرق، الكاسيا أو سنامكة (الاسم العلمي: Senna alexandrina) ويعرف كذلك باسم نبتة العشرق؛ هو نبات شجيري النمو يصل لارتفاع مترين ذو سيقان متفرعة باهتة. النبات موطنه الأصلي أعالي النيل أو مصر العليا خاصة النوبة، وبالقرب من الخرطوم وهما مكان زراعته على النطاق التجاري. كما يزرع السيناميكي في الهند والصومال وإن اقتصرت الزراعة فيهما على السنامكي الهندي.
سمي السنا بالسنا الإسكندراني نتيجة لكون الإسكندرية ميناء التصدير إلى العالم الخارجي، حيث كانت تنقل من السودان والنوبة وغيرها إلى الإسكندرية ثم من الإسكندرية عبر البحر الأبيض المتوسط إلى معظم بلدان العالم المعروفة حينئذاك.

## الوصف
السنامكي شجيرة يصل ارتفاعه إلى 0.5-1 متر، ونادرًا ما يكون ارتفاعها مترين بساق منتصبة متفرعة ذات لون أخضر فاتح وأغصان طويلة منتشرة تحمل أربعة أو خمسة أزواج من الأوراق. الأوراق مركبة ريشية زوجية متبادلة، والوريقات من 4 إلى 6 أزواج من الوريقات المتقابلة كاملة الحافة حادة القمة، والعروق الوسطى للوريقات لا تقسمها بالنصف تماماً عند قواعد الوريقات. الأزهار في نورات عنقودية أبطية صفراء كبيرة الحجم تميل إلى اللون البني، الثمار قرنية منضغطة عادة عريضة مفلطحة وتحتوي على حوالي ست بذور.

## المواد الفعالة
تحتوي أوراق وثمار السنامكي على غليكوزيدات أنثراكينونية ومشتقاتها والتي تتكون من ألوي إيمودين والرين Rhein وكلاهما في صورة حرة أو مرتبطة ويكونان معاً أشكالاً أو صور غليكوزيدية مختلفة.
تحتوي الأوراق والثمار أيضاً على مواد هلامية Mucilages ومواد ملونة صفراء وبلورات من أكسالات الكالسيوم.

## الاستخدام الطبي
ترجع القيمة الطبية للسنامكي لفعلها المسهل الذي يعزى لوجود ثلاثة أنواع من الغليكوزيدات وهي:
- سينوزيد أ Sennoside A
- سينوزيد ب Sennoside B
- سينوزيد ج Sennoside C

تحتوي الأوراق التي تباع تجارياً على 2-3% من غليكوزيد أ وب معاً و 2-4% من الغليكوزيد ج.
كذلك تحتوي أوراق وثمار السنامكي على مواد راتنجية وهي التي يعزى إليها المغص الخفيف المصاحب لعمل السنامكي، وبصفة عامة يستعمل السنامكي كمنبه للطبقة العضلية لجدار الأمعاء، لذا فإنه يستخدم كمسهل، ويعتبر السنامكي من المسهلات المفضلة لعلاج حالات الإمساك المزمن.
يختلف السنا عن غيره من النباتات مثل الخروع والصبر في قلة أثره من صداع أو مغص عند استعماله.